# John Pope (senator)
John Pope, född i februari 1770 i Prince William County, Virginia, död 12 juli 1845 i Springfield, Kentucky, var en amerikansk politiker. Han representerade delstaten Kentucky i båda kamrarna av USA:s kongress, först i senaten 1807–1813 och sedan i representanthuset 1837–1843. Han var guvernör i Arkansasterritoriet 1829–1835. Hans hustru Eliza var syster till USA:s första dam Louisa Adams.
Pope studerade juridik och inledde sin karriär som advokat i Kentucky. Han gick med i demokrat-republikanerna. Han efterträdde 1807 Henry Clay som senator för Kentucky. Han var tillförordnad talman i senaten, president pro tempore of the United States Senate, från februari till november 1811. Pope efterträddes 1813 som senator av Jesse Bledsoe.
Pope gick sedan med i demokraterna. Andrew Jackson utnämnde honom 1829 till guvernör i Arkansasterritoriet. Han efterträddes 1835 av William S. Fulton.
Pope bytte parti till Whigpartiet och blev invald i representanthuset i kongressvalet 1836. Han omvaldes två gånger.
Pope avled 1845 och gravsattes på Springfield Cemetery i Springfield, Kentucky. Pope County, Arkansas har fått sitt namn efter John Pope.